# Wessum
Wessum is een plaats en voormalige gemeente in de Duitse gemeente Ahaus en telt ongeveer 4300 inwoners.

Wapen voormalige gemeente Wessum

Wessum wordt in een akte over schenkingen van landerijen aan de Proosdij Cappenberg  voor het eerste vermeld in 1122 en is daarmee het oudste dorp van de gemeente Ahaus. In 1975 werd Wessum bij Ahaus gevoegd.
Het dorp heeft vanouds een eigen sfeer, die na zware bombardementen in 1945 door restauraties weer teruggewonnen is. Wessum heeft nog enige traditionele ambachtslieden, die klompen maken. 
De Sint-Martinuskerk is ontstaan uit vroegere kerken op dezelfde plaats vanaf de 9e eeuw. Hij is in 1945 door bombardementen zwaar beschadigd, maar daarna voorbeeldig weer opgebouwd. De toren met zadeldak en trapgevel is een karakteristiek merkteken.

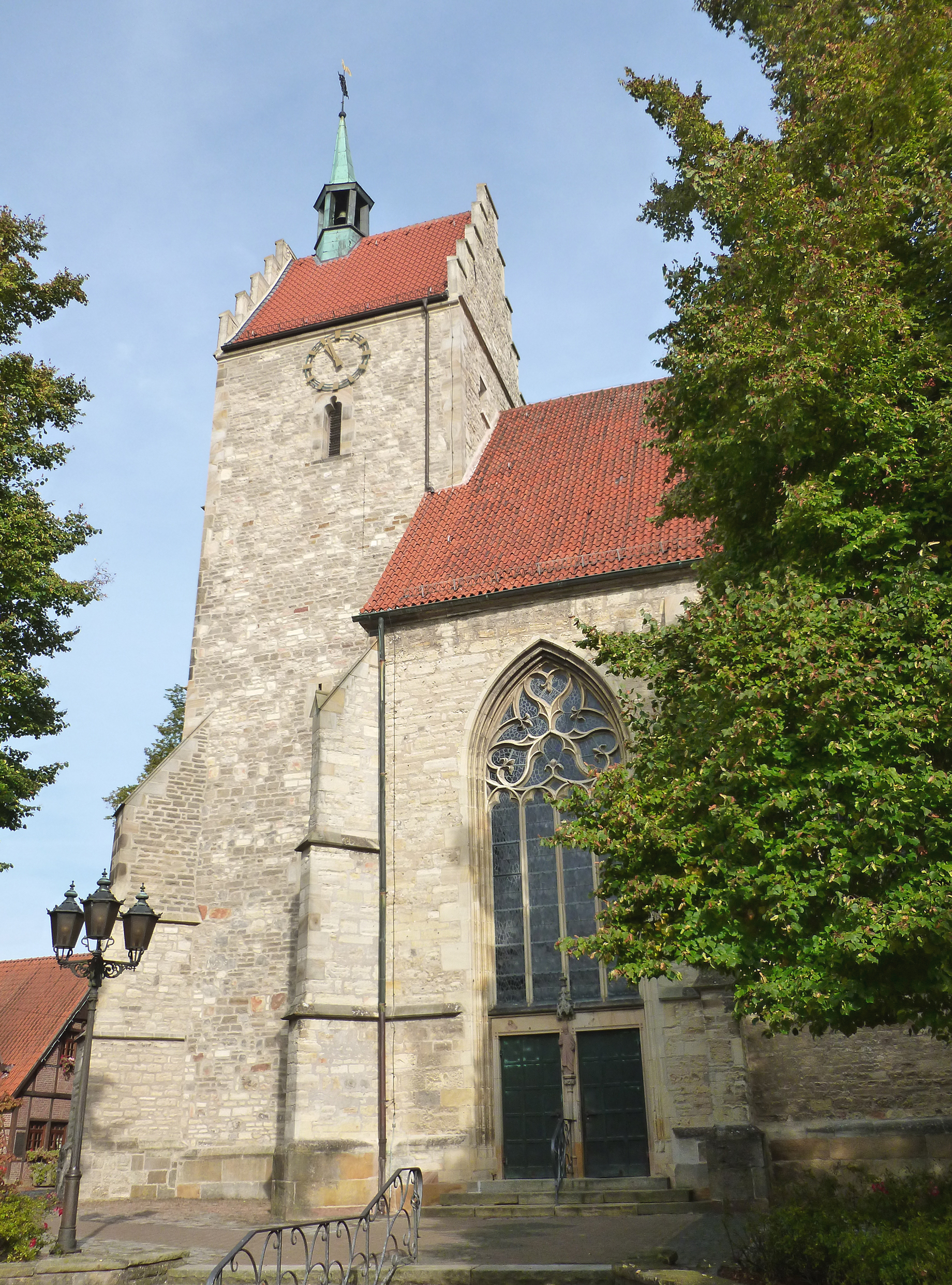
St. Martinuskerk Wessum
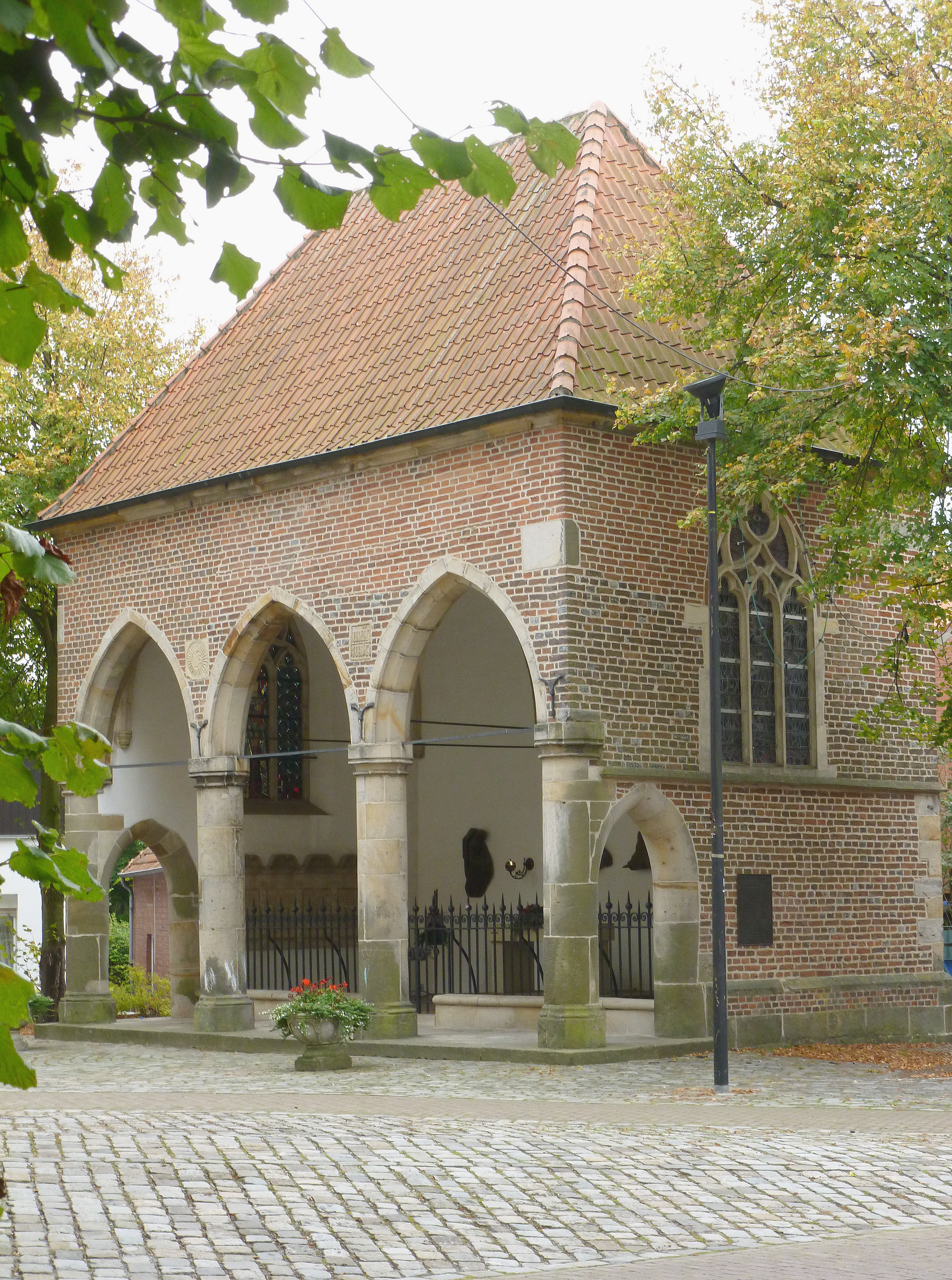
Gebedshuis Wessum

Bezienswaardig is ook het bij de kerk gebouwde gebedshuis van het lijden van Christus (oratorium) uit 1510. Ook de zg. martelzuil, die herinnert aan het lijden van Christus, is na de oorlog weer opgericht.
Ahaus · Alstätte · Graes · Ottenstein · Wessum · Wüllen